# Enidae
Famille
Les Enidae sont une famille de mollusques gastéropodes stylommatophores terrestres, appelés bulimes en français.

## Caractéristiques
Leur coquille, de taille moyenne (8 à 20 mm de hauteur) est allongée, généralement conique ou subcylindrique, à l'apex émoussé, et de couleur plutôt brune et lisse. L'ouverture, dont le péristome est épaissi, peut contenir un certain nombre de dents. Certaines espèces (Ena montana, Merdigera obscura) se camouflent en collant de la terre et des débris sur leur coquille avec du mucus, passant ainsi inaperçues.  
La plupart des espèces sont dextres, mais quelques espèces sont senestres: en Europe continentale de l'Ouest Jaminia quadridens (Europe de l'Ouest, Balkans) est la seule espèce senestre, mais ailleurs, on peut trouver Jaminia loewii (Grèce), Chondrus tournefortianus (Bulgarie à Arménie et Iran), Euchondrus chondriformis (Chypre, Turquie, Israël), Euchondrus saulcyi (Israël, Syrie), Imparietula armeniaca (Turquie), Imparietula schelkovnikovi (Azerbaïdjan), Mastus carneolus (Roumanie, Samos, Turquie), Mastus venerabilis (Roumanie), Mirus hartmanni (Chine), Napaeinus tabidus (Canaries, Samos, Turquie), Napaeus alboreflexus (Chine), Pseudobuliminus siamensis (Est de la Thaïlande), Pseudochondrula seductilis (Balkans, Turquie) et Thoanteus gibber (Crimée) notamment.  

## Répartition et diversité
Cette famille présente est presque exclusivement dans le paléarctique, des Açores et des Canaries à l'Ouest, au Japon à l'Est. Quelques espèces ont été trouvées en dehors de cet espace, en Indonésie, en Nouvelle-Calédonie et sur l'île d'Aldabra. Le centre de diversité de la famille se trouve dans les Balkans et le Proche-Orient. En 2017, cette famille comprend 452 espèces, réparties en 65 genres, dont un genre fossile. 
En Europe occidentale (notamment France et Suisse), seules cinq espèces sont présentes, avec une distribution relativement large:  
- Chondrula tridens Müller 1774, le Bulime à trois dents
- Ena montana Draparnaud 1801, le Bulime montagnard
- Jaminia quadridens Müller 1774, le Bulime à quatre dents, ou Bulime inverse
- Merdigera obscura Müller 1774, le Bulime obscur
- Zebrina detrita Müller 1774, le Bulime zébré

## Galerie

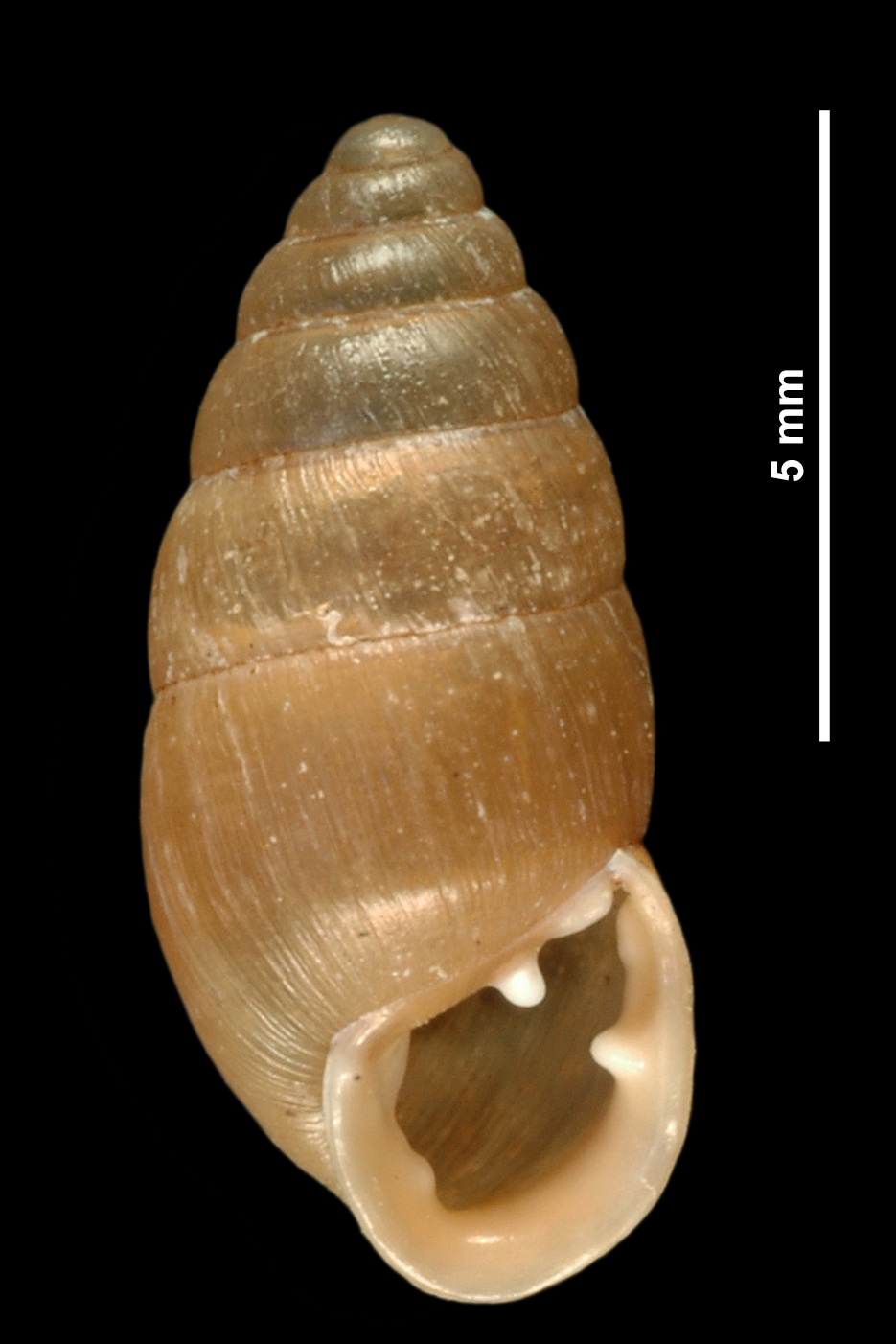
Chondrula tridens
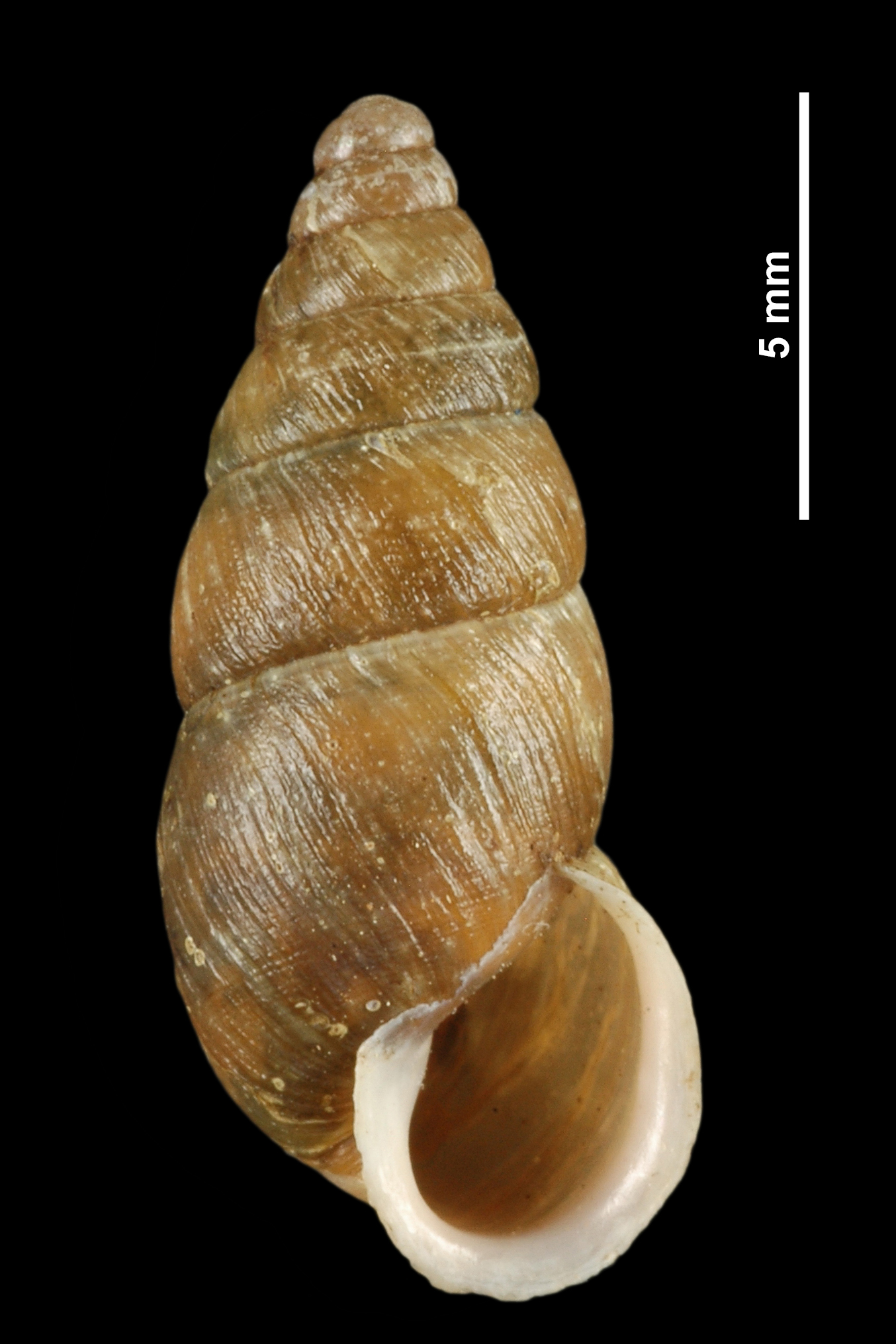
Ena montana
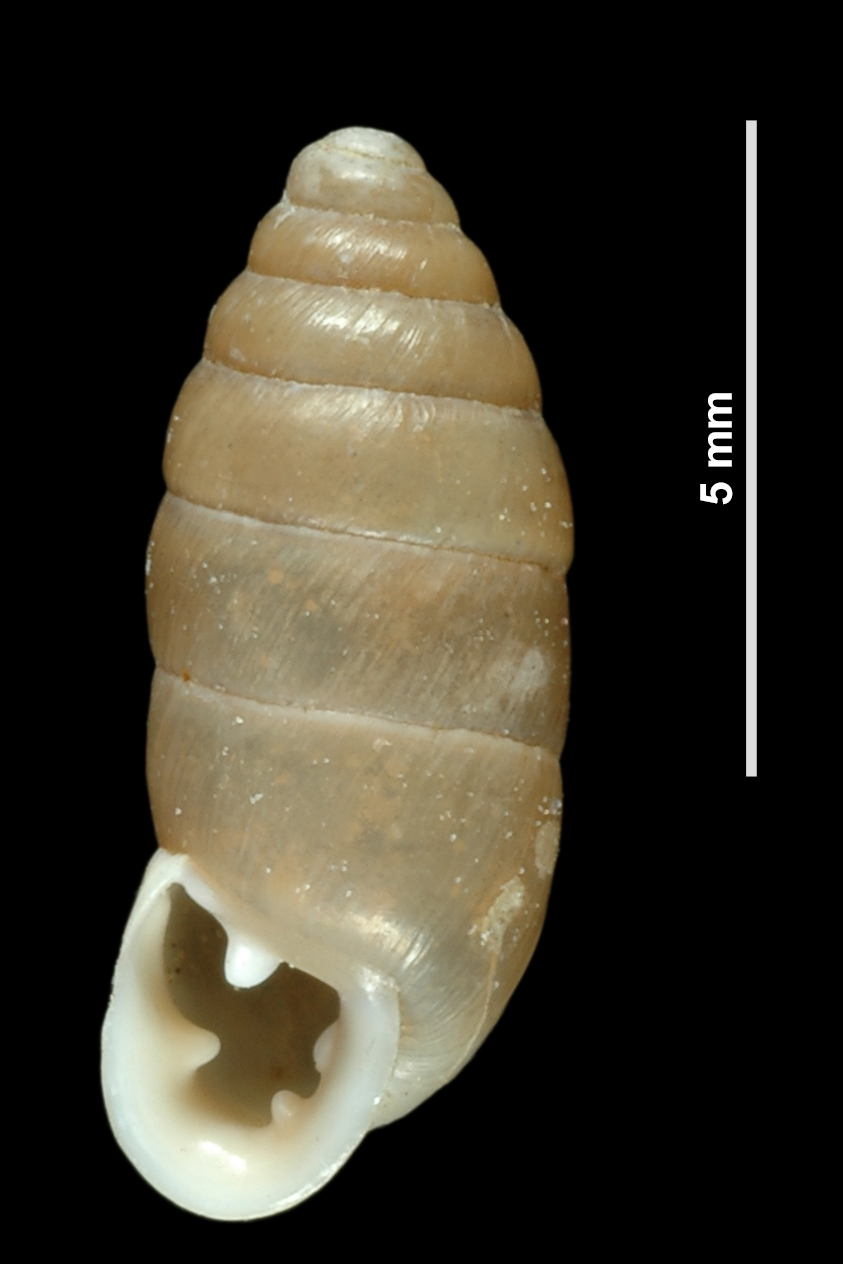
Jaminia quadridens
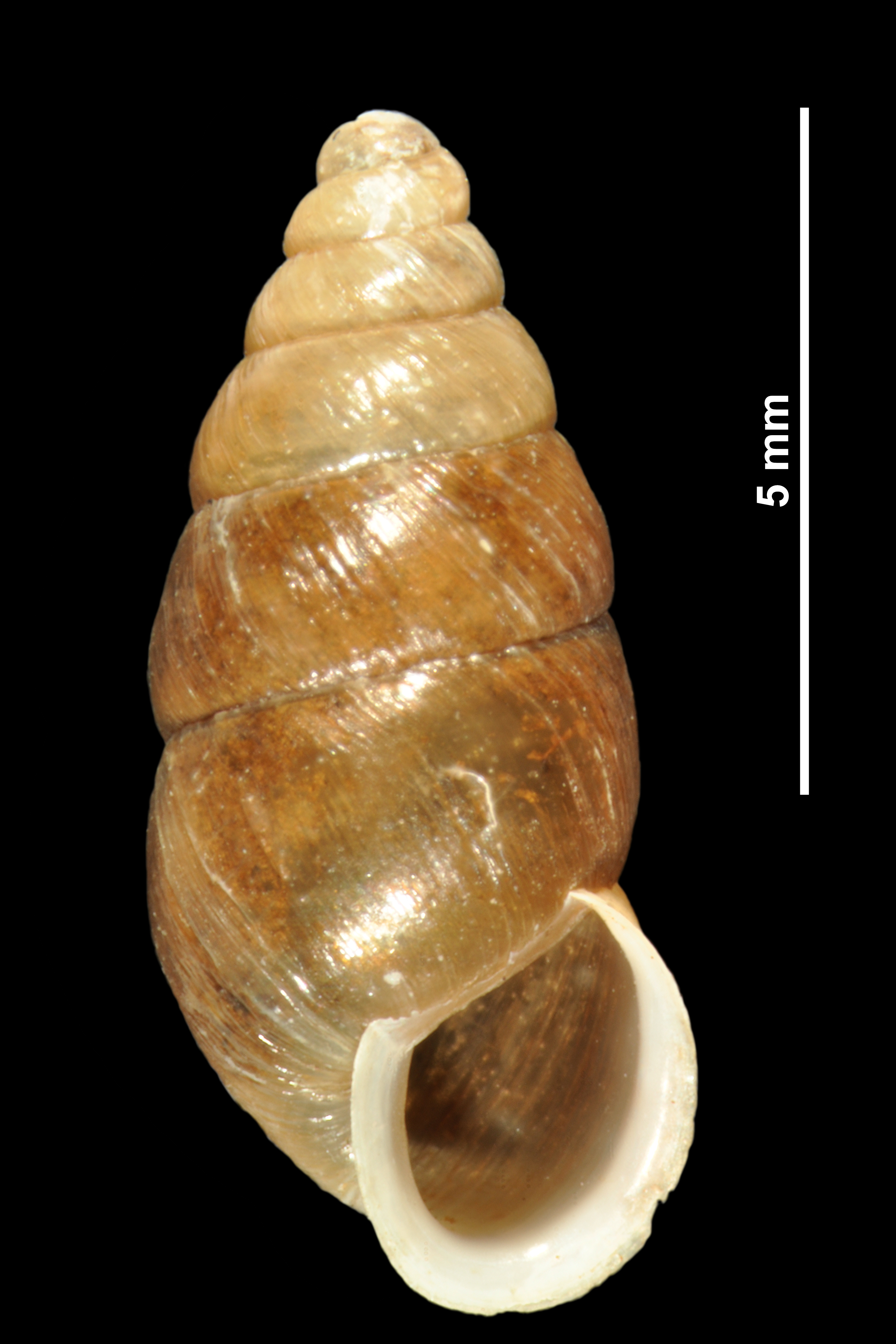
Merdigera obscura
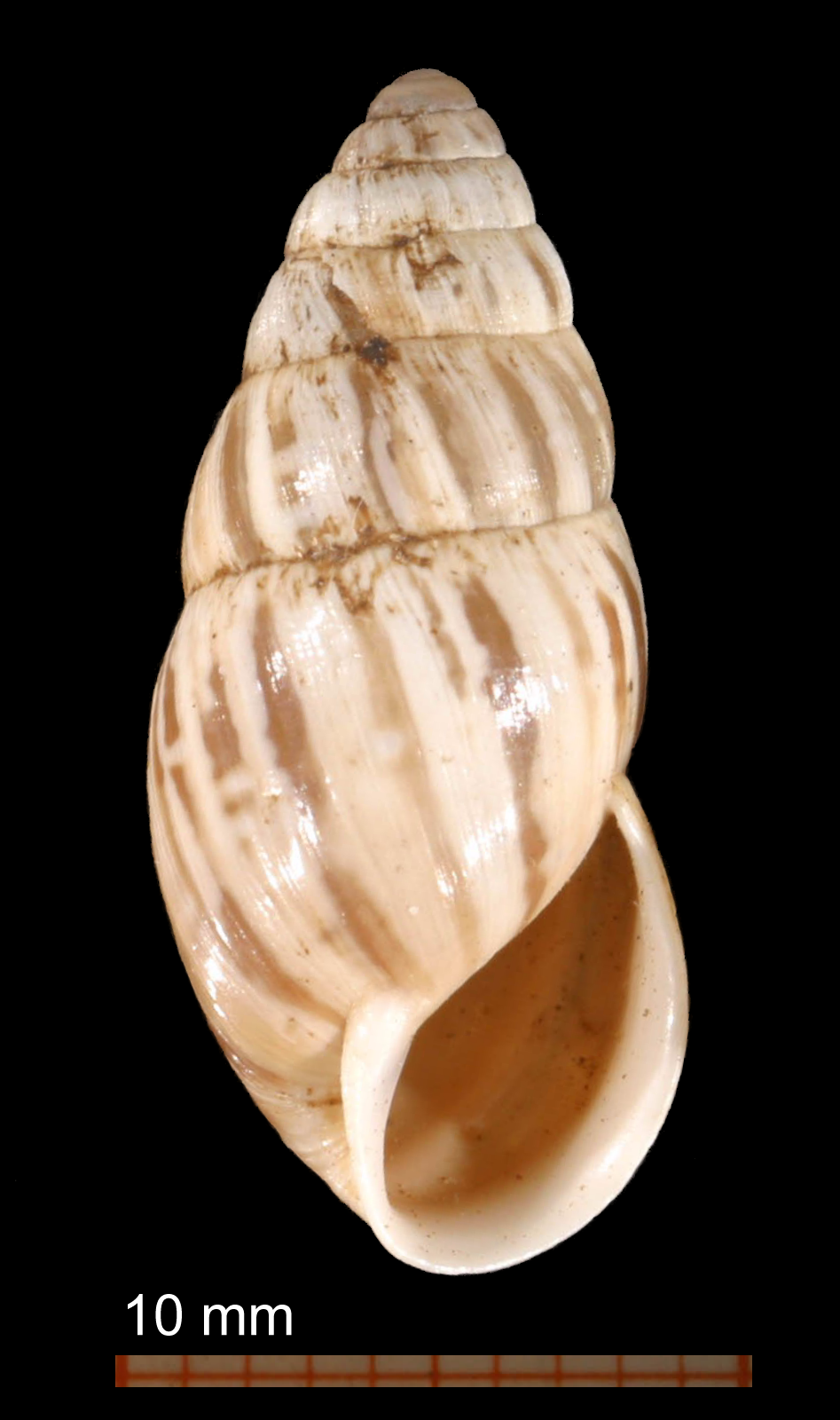
Zebrina detrita

## Liste de genres
Borlumastus Örstan & Yildirim, 2004
Coniconapaeus Abbes, Nouira & Neubert, 2009
† Palaeomastus, Nordsieck, 2014
Rachistia Franc, 1957
Sous-famille Andronakiinae 
- Andronakia Lindholm, 1913[3]

Sous-famille Buliminusinae
- Adzharia Hesse, 1933[4]
- Amimopina T. Iredale, 1933
- Boninena Habe, 1956
- Buliminus Beck, 1837[4] - genre type de la sous-famille des Buliminusinae
- Clausilioidea Lindholm, 1925[4]
- Coccoderma von Möllendorff, 1901
- Cyrenaeus Heller, 1971
- Luchuena Habe, 1955
- Mirus Albers, 1850
- Mordania Bank & Neubert, 1998
- Omphaloconus Westerlund, 1887
- Pene Pallary, 1929
- Pupinidius von Möllendorff, 1901
- Serina Gredler, 1898
- Sesteria Bourguignat, 1884
- Yakuena Habe, 1955

Sous-famille Chondrulopsininae
- Chondrulopsina Lindholm, 1925
- Siraphoroides Schileyko, 1977

sous-famille Eninae
- tribu Enini ou tribu Chondrulini
  - Caucasicola Hesse, 1917[4]
  - Chondrus Cuvier, 1817[4]
  - Georginapaeus Schileyko, 1988[4]
- tribu Enini
  - Ayna Páll-Gergely, 2009
  - Ena Turton, 1831[4] - genre type de la famille des Enidae
  - Imparietula Lindholm, 1925[4]
  - Jaminia Risso, 1826
  - Megalena Hausdorf, 1999[5]
  - Napaeus Albers, 1850
  - Paramastus Hesse, 1933
  - Peristoma Krynicki, 1833[4]
- tribu Chondrulini
  - Brephulopsis Lindholm, 1925, parfois considéré comme un sous-genre de Zebrina[3]
  - Chondrula Beck, 1837[4] - genre type de la tribu des Chondrulini
  - Mastus Beck, 1837
  - Meijeriella Bank, 1985
  - Napaeopsis Sturany & Wagner, 1914, parfois considéré comme un sous-genre de Zebrina[3]
  - Ramusculus Lindholm, 1925[4], parfois considéré comme un sous-genre de Zebrina[3]
  - Thoanteus Lindholm, 1925[4], parfois considéré comme un sous-genre de Zebrina[3]
  - Zebrina Held, 1837[4]
- tribu Multidentulini
  - Multidentula  Lindholm, 1925

Sous-famille Euchondrinae
- - Euchondrus Boettger, 1883[4]
  - Improvisa Schileyko, 1978[4]
  - Pentadentula Suvorov, 2006[4]
  - Senaridenta Schileyko, 1978[4]

Sous-famille Merdigerinae Schileyko, 1984
- - Merdigera Held, 1837[4]

Sous-famille Pseudonapaeinae
- - Akramowskiella Schileyko, 1984[4]
  - Differena Schileyko, 1984[4]
  - Geminula Lindholm, 1925[4]
  - Laevozebrinus Lindholm, 1925[4]
  - Ljudmilena Schileyko, 1984[4]
  - Mastoides Westerlund, 1896[6],[4]
  - Nepaliena Schileyko & Frank, 1994
  - Ottorosenia Muratov, 1992[4]
  - Pseudochondrula Hesse, 1933[4]
  - Pseudonapaeus Westerlund, 1887[4], y compris les sous-genres Aridenus Schileyko, 1984 et Siraphorus Lindholm, 1925
  - Spaniodonta Kobelt, 1902
  - Subzebrinus Westerlund, 1887[4]
  - Turanena Lindholm, 1922[4], y compris le sous-genre Asuranena Schileyko & Moiseeva, 1995

Sous-famille Retowskiinae
- - Retowskia O. Boettger, 1881[4]

sous-famille ?
- † Balearena Altaba, 2007[7] - type species † Balearena gymnesica Altaba, 2007[7]